# Wapen van Erp (Meierijstad)

Wapen van Erp

Het wapen van Erp werd op 16 juli 1817 bij besluit van de Hoge Raad van Adel aan de toenmalige Noord-Brabantse gemeente Erp bevestigd. Op 1 januari 1994 ging Erp op in gemeente Veghel, waarmee het wapen kwam te vervallen.

## Blazoenering
De blazoenering bij het wapen luidt als volgt:
Van lazuur, beladen met St. Servatius van goud.
In het wapenregister is geen beschrijving opgenomen; deze is later toegevoegd. De heraldische kleuren zijn goud op blauw. Dit zijn de rijkskleuren. Niet vermeld is dat de heilige een bisschopsstaf in de rechterhand houdt en een sleutel in de linker, dat achter hem een omgewend dier staat en dat het tafereel op een losse grond van goud is geplaatst.

## Geschiedenis
Het wapen van Erp is afgeleid van het schependomzegel, waarop St. Servatius voorkomt. Op zegels voor 1683 heeft hij links het wapen van de hertogen van Brabant, met vier leeuwen, naast zich. Rechts van hem staat een cirkel met een ster.
Op latere zegels staat op de plaats van de cirkel het familiewapen van het geslacht Van Erp, waaruit de heren – die de heerlijkheid Erp van 1566 tot 1642 bestuurden – afkomstig waren. Op het einde van de zeventiende eeuw verdwijnt het wapen van de familie Van Erp weer van het zegel en keert het hertogelijke wapen terug.

### Opmerkingen
- Het omgewende dier achter St. Servatius is waarschijnlijk een draak, een van de attributen waarmee hij in de iconografie wordt afgebeeld.
- Het familiewapen van Van Erp werd in 1994, na de gemeentelijke fusie tussen Erp en Veghel, verwerkt in het nieuwe wapen van de gemeente Veghel.